# Enchbajaryn Cewegmid
Enchbajaryn Cewegmid (mong. Энхбаярын Цэвэгмид; ur. 22 września 1988) – mongolska zapaśniczka w stylu wolnym. Zajęła szesnaste miejsce na mistrzostwach świata w 2008. Zdobyła brązowy medal na mistrzostwach Azji w 2012, 2015 i  2021. Trzecia w Pucharze Świata w 2022 i dziewiąta w 2010. Piąta na Uniwersjadzie w 2013. Brązowa medalistka wojskowych MŚ w 2018. Brązowa medalistka mistrzostw świata juniorów i mistrzyni Azji juniorów w 2008 roku.